# 大井利江
大井利江（日语：／ Ōi Toshie，1948年8月29日—），日本男子田径运动员。他曾代表日本参加2004年、2008年、2012年和2016年夏季残疾人奥林匹克运动会田径比赛，获得一枚银牌和一枚铜牌。